# Cnemaspis africana
Espèce
Synonymes
- Gymnodactylus africanus Werner, 1895

Statut de conservation UICN

 LC  : Préoccupation mineure
Cnemaspis africana est une espèce de geckos de la famille des Gekkonidae.

## Répartition
Cette espèce se rencontre en Tanzanie, au Kenya, en Ouganda, au Cameroun et en Côte d'Ivoire.

## Publication originale
- Werner, 1896 "1895" : Über einige Reptilien aus Usambara (Deutsch-Ostafrika). Verhandlungen der Kaiserlich-Königlichen Zoologisch-Botanischen Gesellschaft in Wien, vol. 45, p. 190-194 (texte intégral).